# Fong Sai-yuk (film)
A Fong Sai-yuk (kínaiul: 方世玉, magyaros átírásban mandarin pinjinből: Fang Si-jü, angol címén: The Legend) egy 1993-as hongkongi harcművészeti filmvígjáték Jet Livel a főszerepben, Corey Yuen rendezésében. A filmben Li a kínai népi hőst, Fong Sai-yukot alakítja. A film elnyerte a Hong Kong Film Awards legjobb koreográfiáért járó elismerését.

## Kritika
A filmet Jet Li egyik legjobb filmjének, és az egyik legkiválóbb hongkongi harcművészeti alkotásnak tartják.
Elképesztő történelmi epikus film, mely ügyesen olvasztja egybe a drámát és a helyzetkomikumot a verekedéssel, lélegzetelállító harcművészeti jelenetekkel tetőzve.
A díszletek, a színészi játék és a prezentáció elsőrangú, s bír azzal a ritka fajta egyetemes humorral is, mely határokat átívelve Amerikában is megérthető.
Ha azt mondom üdítő, keveset mondtam. Egy tökéletes világban még mindig ilyen filmeket csinálnának Hongkongban.